# جان سيجورا
جان سيجورا هو لاعب كرة قاعدة دومينيكاني، ولد في 17 مارس 1990 في محافظة سان خوان في جمهورية الدومينيكان.

## وصلات خارجية
- جان سيجورا على موقع دوري كرة القاعدة الرئيسي (الإنجليزية)
- جان سيجورا على موقعبيزبول رفرنس.كوم (الدوري الرئيسي) (الإنجليزية)
- جان سيجورا على موقعبيزبول رفرنس.كوم (الدوري الثانوي) (الإنجليزية)
- جان سيجورا على موقع إي إس بي إن.كوم (أم.أل.بي) (الإنجليزية)
- جان سيجورا على موقع مشجعي الرسوم البيانية (الإنجليزية)